# Толстой, Михаил Львович
Граф Михаил Львович Толстой (20 декабря 1879, Ясная Поляна, Крапивенский уезд, Тульская губерния, Российская империя — 19 октября 1944, Рабат, Французское Марокко) — помещик, ветеран Первой мировой войны, литератор, активный представитель русской диаспоры, участник православной общины в Рабате.

## Биография
Родился 20 декабря 1879 года, в семье писателя графа Льва Николаевича Толстого и графини Софьи Андреевны Толстой, урождённой Берс, был десятым ребёнком.
Учился в Поливановской гимназии и в Катковском лицее в Москве. С раннего детства у него проявились музыкальные способности.
С 1899 года — вольноопределяющийся Третьего драгунского Сумского полка, в 1900 году вышел в запас в звании прапорщик армейской кавалерии.
В 1901 году Михаил женился на Александре Глебовой (сестре школьного товарища). В семье до 1915 года родилось восемь детей. Владел 1000 гектаров земли в селе Чифировка, Крапивенский уезд, Тульская губерния.
Участник Первой мировой войны (на Юго-западном фронте) и Гражданской войны, служил во 2-м Дагестанском конному полку Дикой дивизии.
В декабре 1918 года граф Михаил Толстой командовал добровольческим конным отрядом (350 всадников) с которым через Белгородчину и Слобожанщину двигался на Дон. Когда его отряд проходил через район, который контролировали бойцы 1-го Запорожского им. гетмана П. Дорошенко пехотного полка, командир полка сотник Литвененко предложил конному отряду принять участие в обороне населенного пункта Казачьей Лопани. Михаил Толстой дал согласие на предложение Литвененко и занял левые позиции Дорошенковского полка. Отряд Толстого принимал участие в боях, обороняя село Казачью Лопань с 28 по 30 декабря 1918 года. 30 декабря 1918 года, во время боя между 12 — 14 часами, самовольно покинул позиции и скрылся в неизвестном направлении. Благодаря этому красноармейцы зашли в тыл к дорошенковцам. Понеся большие потери, полк им. Дорошенко, принуждён был отступить к Харькову.
Толстой отплыл на стареньком грузовом пароходе «Иртыш» 16 января 1920 года из Новороссийска с группой эмигрантов, среди них князь Жевахов, Николай Давидович. Проживал в Турции, Югославии и Франции, где в 1925 году создал и руководил русским музыкальным коллективом в мюзик-холле «Ампир» в Биаррице.
Был в дружбе с певцом Фёдором Шаляпиным, композитором Сергеем Рахманиновым и князем Феликсом Юсуповым, в особняке последнего в Булони проживал некоторое время.
Переехал во Французское Марокко, где проживали сыновья Владимир (работал архитектором в фирме Буайе, строил гостиницу «Мархаба» на атлантическом побережье), Петр (работал топографом) и дочь Татьяна, вышедшая замуж за Александра Львова, служившего в министерстве сельского хозяйства Марокко. Жил в Кенитре, деревне Сиди-Бетташ и Рабате. Был близок к семье графа Петра Петровича Шереметева и Марины Дмитриевны.
Михаил Львович с детства отличался музыкальностью. Лица, знавшие его в Марокко, свидетельствовали, что и здесь он принимал непосредственное участие в музыкальных проектах. Русская община жила достаточно интенсивной культурно-музыкальной жизнью. Согласно программ спектаклей и театральных выступлений тех лет: это отечественная и зарубежная классика, номера фольклорного и самодеятельного характера. Толстой руководил хором: около 40 человек. В нём пели не только все русские члены церковного хора, но также много иностранцев, в большинстве — французы. Давались концерты в главном театральном зале Рабата. Пели духовную музыку, а также и народную.
В Марокко Толстой плотно занялся литературой, он автор автобиографического романа «Митя Тиверин».
Скончался в Рабате и похоронен на христианском кладбище города. После эксгумации останки Михаила Львовича перезахоронены на кладбище при Никольской церкви в Кочаках, рядом с Ясной Поляной, 21 ноября 2007 года. Могила в Рабате сохранилась.

## Семья
Супруга — Александра Владимировна Глебова (1880—1967, США), дочь члена Государственного совета, предпринимателя Владимира Петровича Глебова. Венчание пары состоялось 31 января 1901 года в Храме Спаса Преображения на Песках. На свадьбе присутствовал Великий князь Сергей Александрович.
Дети:
- Иван Михайлович Толстой (10.12.1901, Бегичево, Калужский уезд, Калужская губерния — 26.03.1982, Сиракьюс, штат Нью-Йорк, США), церковный регент. Погребен на кладбище Свято-Троицкого монастыря в Джордановилле, Нью-Йорк.
- Татьяна Михайловна Толстая (Львова) (22.02.1903 — 19.12.1990), погребена на Кладбище Сент-Женевьев-де-Буа под Парижем.
- Владимир Михайлович Толстой (11.12.1905 — 06.02.1988), погребен на кладбище Ново-Дивеевского монастыря, Спринг-Вэлли[англ.], Нью-Йорк, США.
- Александра Михайловна Толстая (Алексеева, Сагацкая) (1905 — 11.01.1986), погребена на кладбище Сент-Женевьев-де-Буа под Парижем.
- Пётр Михайлович Толстой (1907—1994)
- Михаил Михайлович Толстой (1910—1915)
- Сергей Михайлович Толстой (14.9.1911, Тарасково, Каширский уезд, Тульская губерния, Российская империя — 12.01.1996) врач, общественный деятель, литератор, автор книги «Толстой и Толстые. Очерки из истории рода»[7]
- Софья Михайловна Толстая в замужестве княгиня Лопухина (26.01.1915, Москва, Российская империя — 15.10.1975, Иль-де-Франс, Франция).